# Банк, Михаил Григорьевич
Михаи́л Григо́рьевич Банк (27 марта 1929 — 24 октября 2013) — советский и российский пианист, дирижёр и педагог. Народный артист РСФСР (1990).

## Биография
Родился в 1929 году.
В 1951 году окончил Ленинградскую государственную консерваторию им. Н. А. Римского-Корсакова (класс профессора С. И. Савшинского).
В 1960—1963 и 1973—1978 годы работал в Государственном академическом Большом театре СССР. Непосредственно участвовал в постановках ряда балетных спектаклей. Его творчество ценили К. Голейзовский, В. Вайнонен, Л. Якобсон, Л. Лавровский, Ю. Григорович.
Банку удавалось успешно сотрудничать с мастерами отечественного оперного искусства — И. Козловским, Л. Мясниковой, Б. Руденко и многими другими.
В качестве пианиста-концертмейстера Михаил Григорьевич участвовал более чем в 15 международных конкурсах, почти на каждом из них он удостаивался дипломов «За лучшей аккомпанемент». Неоднократно выступал со многими зарубежными исполнителями в СССР.
В 1958 году удостоен звания лауреата Всесоюзного конкурса артистов эстрады (диплом II степени). С 1968 по 1978 год вёл преподавательскую деятельность в Московской государственной консерватории им. П. И. Чайковского (класс концертмейстерского мастерства).
В репертуаре Банка были произведения С. Рахманинова, С. Прокофьева, Д. Шостаковича, А. Хачатуряна, Дж. Гершвина; с ними он выступал с ведущими дирижёрами и оркестрами страны.
Значительное место в творчестве Михаила Григорьевича занимало дирижирование. В 1967—1968 гг. работал главным дирижёром Национального балета Кубы под руководством А. Алонсо. С 1977 года по 1979 год был главным дирижёром Государственного театра балета СССР. Неоднократно выступал как в нашей стране, так и за рубежом с М. Плисецкой, О. Лепешинской и многими другими известными деятелями балета. Всего за время концертной деятельности Банк выступал более чем в 60 странах мира.
Являлся организатором и главным дирижёром Всесоюзного фестиваля «Звёзды советского балета», с успехом прошедшего в Ялте, Сочи, Севастополе, Ульяновске и других городах, а также художественным руководителем Фестиваля им. С. С. Прокофьева на родине композитора, в селе Сонцевка Донецкой области.
Сотрудничал как солист со многими знаменитыми дирижёрами, в частности, с Юрием Башметом, с оркестром Башмета исполнил ряд российских премьер.
Михаил Григорьевич был занесён в Книгу рекордов Гиннесса как самый возрастной концертирующий пианист.
Скончался Михаил Григорьевич 24 октября 2013 года. Похоронен на 14-м участке Троекуровского кладбища.

## Награды и звания
- Заслуженный артист РСФСР (30 июня 1971 года) — за заслуги в области советского искусства[3]
- Народный артист РСФСР (2 февраля 1990 года) — за большие заслуги в развитии советского музыкального искусства[4]
- Орден Почёта (1 апреля 1999 года) — за заслуги в области культуры и искусства, большой вклад в укрепление дружбы и сотрудничества между народами, многолетнюю плодотворную работу[5]
- Орден Дружбы (1 декабря 2006 года) — за заслуги в области культуры и искусства, многолетнюю плодотворную деятельность[6]
- Благодарность Президента Российской Федерации (12 декабря 2010 года) — за заслуги в области культуры и многолетнюю плодотворную работу[7]